# Campionati mondiali di tiro da 10 m 1991
I campionati mondiali di tiro 1991 furono la settima edizione dei campionati mondiali di questo sport e si disputarono a Stavanger.

## Risultati

### Uomini

#### Carabina ad aria
| Evento        | Oro                                                  | Oro       | Argento                                                        | Argento   | Bronzo                                                   | Bronzo    |
| Evento        | Atleta                                               | Risultato | Atleta                                                         | Risultato | Atleta                                                   | Risultato |
| 10m           | Harald Stenvaag                                      | 697       | Evgenij Alejnikov                                              | 696,8     | Nils Petter Håkedal                                      | 698,4     |
| 10m a squadre | Norvegia Nils Petter Håkedal Rolland Harald Stenvaag | 1778      | Unione Sovietica Evgenij Alejnikov Yuri Fedkin Sergei Tchedrin | 1771      | Germania Hannes Hirschvogel Hans Riederer Matthias Stich | 1767      |

#### Pistola ad aria
| Evento        | Oro                                                           | Oro       | Argento                                                | Argento   | Bronzo               | Bronzo    |
| Evento        | Atleta                                                        | Risultato | Atleta                                                 | Risultato | Atleta               | Risultato |
| 10m           | Uwe Potteck                                                   | 684,1     | Wang Yifu                                              | 683,9     | Sorin Babii          | 682       |
| 10m a squadre | Unione Sovietica Sergei Barmin Sergéi Pychianov Boris Kokorev | 1742      | Germania Gernot Eder Hans-Juergen Neumaier Uwe Potteck | 1740      | Cina Li Wang Yifu Xu | 1738      |

#### Bersaglio mobile
| Evento        | Oro                                                               | Oro       | Argento                                                 | Argento   | Bronzo                                          | Bronzo    |
| Evento        | Atleta                                                            | Risultato | Atleta                                                  | Risultato | Atleta                                          | Risultato |
| 10m           | Luboš Račanský                                                    | 675       | Gennadi Avramenko                                       | 669       | Andréi Vasiliev                                 | 669       |
| 10m a squadre | Unione Sovietica Gennadi Avramenko Andrei Romanov Andréi Vasiliev | 1716      | Germania Michael Jakosits Peter Meserth Jens Zimmermann | 1702      | Ungheria József Ángyán József Sike Attila Solti | 1696      |

### Donne

#### Carabina ad aria
| Evento        | Oro                                                                    | Oro       | Argento                                            | Argento   | Bronzo                                                     | Bronzo    |
| Evento        | Atleta                                                                 | Risultato | Atleta                                             | Risultato | Atleta                                                     | Risultato |
| 10m           | Éva Fórián                                                             | 499,5     | Svetlana Seledkova                                 | 496,6     | Wera Stamm                                                 | 496,5     |
| 10m a squadre | Unione Sovietica Valentina Cherkasova Irina Shilova Svetlana Seledkova | 1184      | Ungheria Bernadette Fehrentheil Eva Forian Eva Joo | 1184      | Stati Uniti Elizabeth Bourland Launi Meili Debora Sinclair | 1177      |

#### Pistola ad aria
| Evento        | Oro                                                               | Oro       | Argento                                             | Argento   | Bronzo                                              | Bronzo    |
| Evento        | Atleta                                                            | Risultato | Atleta                                              | Risultato | Atleta                                              | Risultato |
| 10m           | Marina Logvinenko                                                 | 488,3     | Li Shuanghong                                       | 485,3     | Margit Stein                                        | 485,2     |
| 10m a squadre | Unione Sovietica Nino Salukvadze Ol'ga Kločneva Marina Logvinenko | 1149      | Germania Lieselotte Breker Anke Völker Margit Stein | 1145      | Jugoslavia Ksenija Macek Jasna Šekarić Mirela Skoko | 1125      |

## Risultati juniores

### Uomini

#### Carabina ad aria
| Evento        | Oro                                              | Oro       | Argento                                          | Argento   | Bronzo                                              | Bronzo    |
| Evento        | Atleta                                           | Risultato | Atleta                                           | Risultato | Atleta                                              | Risultato |
| 10m           | Oliver Gaspar                                    | 589       | Frank Dobler                                     | 587       | Karl Georg Hepting                                  | 586       |
| 10m a squadre | Germania Domeier Frank Dobler Karl Georg Hepting | 1754      | Ungheria Jozsef Kiefer Oliver Gaspar Kornel Nagy | 1751      | Francia Bertrand Ballouard Joualin Christophe Sazio | 1734      |

#### Pistola ad aria
| Evento        | Oro                                                | Oro       | Argento                                           | Argento   | Bronzo                                       | Bronzo    |
| Evento        | Atleta                                             | Risultato | Atleta                                            | Risultato | Atleta                                       | Risultato |
| 10m           | Konstantin Lukashik                                | 577       | Franck Dumoulin                                   | 574       | Marc Estaque                                 | 572       |
| 10m a squadre | Francia Pascal Murger Franck Demoulin Marc Estaque | 1715      | Polonia Grzegorz Orlowski Pawel Hadrych Zborowski | 1705      | Germania Endert Stefan Kraus Daniel Leonhard | 1697      |

#### Bersaglio mobile
| Evento        | Oro                                                 | Oro       | Argento                                               | Argento   | Bronzo                                               | Bronzo    |
| Evento        | Atleta                                              | Risultato | Atleta                                                | Risultato | Atleta                                               | Risultato |
| 10m           | Miroslav Januš                                      | 572       | Tobias Kleebauer                                      | 567       | Viacheslav Jankovski                                 | 561       |
| 10m a squadre | Cecoslovacchia Marek Miroslav Januš Peter Planovski | 1675      | Finlandia Marcus Bäckman Jyrki Leppihalme Pasi Wedman | 1656      | Germania Ingo Hasse Torsten Hermann Tobias Kleebauer | 1646      |

### Donne

#### Carabina ad aria
| Evento        | Oro                                                        | Oro       | Argento                                                 | Argento   | Bronzo                                 | Bronzo    |
| Evento        | Atleta                                                     | Risultato | Atleta                                                  | Risultato | Atleta                                 | Risultato |
| 10m           | Sonja Pfeilschifter                                        | 396       | Pam Stalzer                                             | 392       | Oriana Scheuss                         | 391       |
| 10m a squadre | Germania Corinna Hoffmann Sonja Pfeilschifter Petra Scharl | 1171      | Jugoslavia Mladenka Malenica Isidora Mirosavliev Soskic | 1158      | Ungheria Timea Dudas Juhasz Nora Torok | 1157      |

#### Pistola ad aria
| Evento        | Oro                                                           | Oro       | Argento                                      | Argento   | Bronzo                                                      | Bronzo    |
| Evento        | Atleta                                                        | Risultato | Atleta                                       | Risultato | Atleta                                                      | Risultato |
| 10m           | Stefanie Koch                                                 | 376       | Marie Isabelle Ulma                          | 374       | Slawomira Szpek                                             | 371       |
| 10m a squadre | Francia Alexandra Pierre Stephanie Tirode Marie Isabelle Ulma | 1108      | Germania Fiebig Stefanie Koch Doreen Lippold | 1102      | Polonia Mariusza Durlej Gabriela Nowakowski Slawomira Szpek | 1102      |

## Medagliere
Nazione ospitante
| Posiz. | Nazione          | Oro | Argento | Bronzo | Totale |
| ------ | ---------------- | --- | ------- | ------ | ------ |
| 1      | Unione Sovietica | 5   | 4       | 1      | 10     |
| 2      | Norvegia         | 2   | 0       | 1      | 3      |
| 3      | Germania         | 1   | 3       | 3      | 7      |
| 4      | Ungheria         | 1   | 1       | 1      | 3      |
| 5      | Cecoslovacchia   | 1   | 0       | 0      | 1      |
| 6      | Cina             | 0   | 2       | 1      | 3      |
| 7      | Stati Uniti      | 0   | 0       | 1      | 1      |
| 7      | Jugoslavia       | 0   | 0       | 1      | 1      |
| 7      | Romania          | 0   | 0       | 1      | 1      |

## Medagliere juniores
Nazione ospitante
| Posiz. | Nazione          | Oro | Argento | Bronzo | Totale |
| ------ | ---------------- | --- | ------- | ------ | ------ |
| 1      | Germania         | 4   | 3       | 3      | 10     |
| 2      | Francia          | 2   | 2       | 2      | 6      |
| 3      | Cecoslovacchia   | 2   | 0       | 1      | 3      |
| 4      | Ungheria         | 1   | 1       | 1      | 3      |
| 5      | Unione Sovietica | 1   | 0       | 0      | 1      |
| 6      | Polonia          | 0   | 1       | 2      | 3      |
| 7      | Jugoslavia       | 0   | 1       | 0      | 1      |
| 7      | Finlandia        | 0   | 1       | 0      | 1      |
| 7      | Stati Uniti      | 0   | 1       | 0      | 1      |
| 10     | Svizzera         | 0   | 0       | 1      | 1      |